# Adesmia colinensis
Adesmia colinensis es una especie de planta floral del género Adesmia, categorizada en la tribu Dalbergieae, de la subfamilia Faboideae.

## Distribución
Especie nativa de Chile. Crece en el bioma templado.

## Taxonomía
Fue descrita por (Reiche) Phil. ex Dyer y publicada en Index Kew., Suppl. 2: 3 (1904) 
Sinónimos homotípicos
- Patagonium colinense Reiche.[1]